# Мадлен (остров)
Мадлен — остров в озере Верхнее. Является частью округа Ашленд, штат Висконсин (США). Хотя это самый большой из островов архипелага, он не входит в перечень национального побережья Апосл-Айлендс. Это единственный остров в цепи островов архипелага, доступный для коммерческого развития и возможностью формирования объектов частной собственности.
Община Ла-Пуэнт, расположенная на западной окраине острова и основанная французскими колонистами в качестве пункта торговли мехами, была одним из самых ранних европейских поселений в этом регионе. Население составляет 302 человека, но численность населения возрастает в летний туристический сезон. До острова можно добраться на пароме из близлежащего населённого пункта Бейфилд.

## История
Первоначальное название звучало как Mooningwanekaaning.
Первыми европейскими поселенцами были французские торговцы мехом, которые в 1693 году основали здесь форт.

## География
Остров имеет длину 21 километр и ширину 5 километров. Это единственный развитый остров из всех островов архипелага, хотя на многих островах есть маяки и небольшие сохранившиеся рыбацкие поселения.

## Транспорт
Летом работает паромная переправа, зимой устанавливается проезд по льду. Круглогодично остров обслуживается авиацией.

## Образование
На острове функционирует школа до 5 класса. Ученики более старших классов посещают школу в Бейфилде.

## Туризм
На острове функционирует 60 кемпингов в парке площадью 9,5 км². Парк иногда называют Орлиным гнездом из-за белоголовых орланов, которые вьют свои гнёзда в высоких соснах на скалах.